# Piotr Stańczak
Piotr Stańczak (ur. 23 lipca 1966 w Potoku, zm. 7 lutego 2009 w Pakistanie) – polski geolog, porwany i zamordowany przez talibańskich terrorystów.

## Praca w Pakistanie i porwanie
Piotr Stańczak urodził się 23 lipca 1966 w Potoku na Podkarpaciu. Jako inżynier-geolog przebywał w Pakistanie jako pracownik firmy Geofizyka Kraków, należącej do PGNiG, realizującej kontrakt „Soghri 3D” dla pakistańskiego przedsiębiorstwa Oil & Gas Development Company Limited (OGDCL).
Został porwany najprawdopodobniej przez terrorystów z ugrupowania Tehrik-i-Taliban Pakistan 28 września 2008. W momencie porwania podróżował w okolicach miejscowości Pind Sultani, około 100 km od Islamabadu. Samochód, którym jechał, został ostrzelany. Towarzyszący mu kierowcy oraz ochroniarz (wszyscy pochodzenia pakistańskiego) zostali zabici, a Polaka porywacze uprowadzili własnym samochodem.
2 października talibowie przyznali się do porwania Polaka. W związku z porwaniem Geofizyka Kraków zawiesiła wykonywanie prac w Pakistanie.

## Żądania porywaczy
W pierwszej połowie października 2008 porywacze wysłali nagranie video do redakcji pakistańskiego tygodnika Dawn. Na kilkuminutowym filmie Piotr Stańczak odczytywał oświadczenie po polsku i angielsku, prosząc o spełnienie żądań porywaczy, którzy domagali się uwolnienia 110 talibów z pakistańskich więzień. Na materiałach, którymi dysponowała redakcja, widać było wycelowaną w Polaka broń. Według relacjonującego nagranie dziennikarza, żądania były niemożliwe do spełnienia przez pakistański rząd.

## Ultimatum i śmierć
W ostatnich dniach stycznia 2009 porywacze wystosowali ultimatum do władz Pakistanu. Zażądali uwolnienia więzionych talibów i wycofania sił bezpieczeństwa z terytoriów plemiennych. Zagrozili zabiciem zakładnika w razie niespełnienia żądań do 4 lutego 2009.
7 lutego 2009 talibowie oświadczyli, że Piotr Stańczak został zabity poprzez dekapitację. Pakistański dziennikarz, który spotkał się z porwanym Polakiem, utrzymuje że porwany do samego końca był przekonany, że uda mu się przeżyć. Porywacze przed śmiercią, podziwiając odwagę inż. Stańczaka, zaproponowali mu, by porzucił chrześcijaństwo i przeszedł na islam. Inżynier miał odpowiedzieć, że by to zrobić, powinien najpierw udać się do Polski i naradzić z rodziną. Potwierdził to pakistański współwięzień.
Pod koniec kwietnia władze pakistańskie przekazały polskiej placówce dyplomatycznej w Islamabadzie ciało zabitego Piotra Stańczaka.

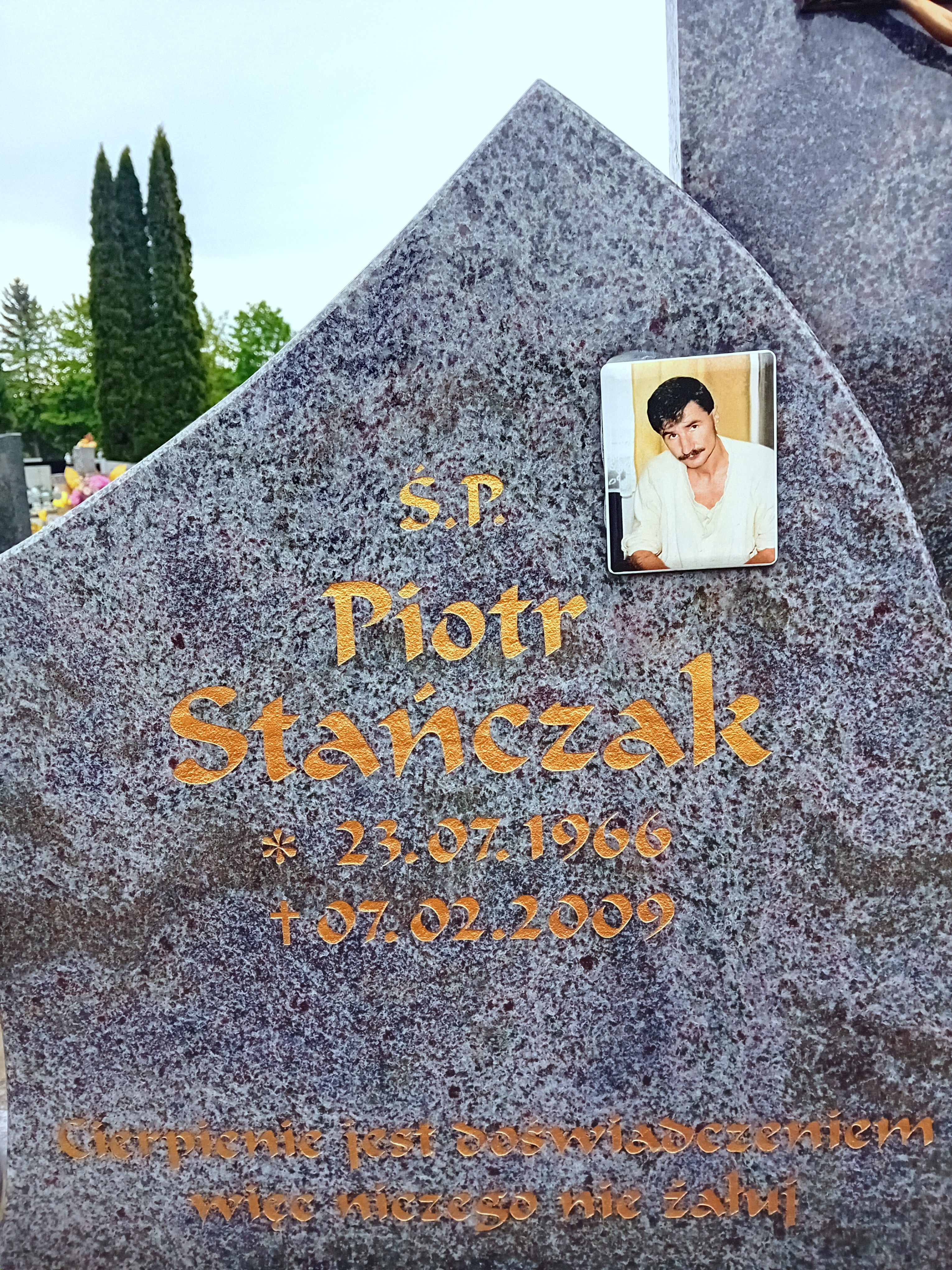
Tablica nagrobna Piotra Stańczaka

Inżynier Piotr Stańczak, zgodnie z wolą najbliższej rodziny, pochowany został na Cmentarzu Komunalnym w Krośnie 5 maja 2009.
Piotr Stańczak jest pierwszym zachodnim zakładnikiem od czasów Amerykanina Daniela Pearla zamordowanym w Pakistanie przez talibów.

## Śledztwo
Ustalono, że mimo iż zginęły trzy osoby towarzyszące geologowi w samochodzie, był jednak inny świadek porwania. Zeznania aresztowanego terrorysty Atty Ullaha Khana doprowadziły w lipcu 2009 do aresztowania prawicowego pakistańskiego parlamentarzysty Shah Abdula Aziza.
Cztery osoby odpowiedzialne za porwanie Stańczaka zostały aresztowane w Pakistanie w lutym 2010. Według polskiego MSZ została schwytana również „część z pakistańskich talibów” odpowiedzialnych za zabicie Polaka.
W listopadzie 2017 MON poinformowało, że afgańskie służby specjalne we współpracy ze Służbą Kontrwywiadu Wojskowego zatrzymały Ibrahima Panjabi, który współdziałał z organizacją terrorystyczną odpowiedzialną za zamordowanie Piotra Stańczaka.

## Apel o odznaczenie
Kilka tygodni przed pierwszą rocznicą śmierci Piotra Stańczaka, w Internecie pojawił się apel do prezydenta Polski o pośmiertne odznaczenie geologa. Można w nim przeczytać m.in.:

Polski geolog nie pojechał do Pakistanu ani strzelać, ani nikogo nawracać. Pojechał poszukiwać minerałów, które gdyby znalazł mógłby zmienić życie tysięcy Pakistańczyków. Udał się tam służyć swoją wiedzą i doświadczeniem wtedy, kiedy już prawie nikt inny nie chciał tam pracować. Kiedy państwa rozwinięte decydowały się wysyłać tam komandosów i bezzałogowe samoloty, a nie inżynierów, lekarzy i nauczycieli.
Przeciwdziałać terroryzmowi można na dwa sposoby. Jeden to wysyłanie wojsk, odgradzanie się zasiekami z drutu kolczastego i tarczą antyrakietową. Drugi to pomoc w likwidowaniu różnic rozwojowych i poszukiwanie szans dla mieszkańców obszarów na których werbuje się i szkoli terrorystów.

Apel został też nagłośniony przez publikację w Gazecie Wyborczej oraz portalu Gazeta.pl w styczniu 2010. Prezydent Lech Kaczyński zapowiedział rozpoczęcie formalnej procedury, której celem jest przyznanie odznaczenia. Pół roku później, postanowieniem z dnia 30 września 2010, prezydent Bronisław Komorowski odznaczył Piotra Stańczaka Krzyżem Oficerskim Orderu Odrodzenia Polski.